# Courbouzon (Jura)
Courbouzon település Franciaországban, Jura megyében. Lakosainak száma 584 fő (2022. január 1.). Courbouzon Macornay, Geruge, Gevingey, Lons-le-Saunier, Messia-sur-Sorne és Montmorot községekkel határos.

## Népesség
A település népességének változása:
| Lakosok száma | 526  | 578  | 528  | 591  | 584  | 585  | 590  | 592  | 594  | 584  |
|               | 1968 | 1982 | 1990 | 2006 | 2013 | 2015 | 2017 | 2019 | 2020 | 2022 |